# Gauliga Generalgouvernement 1942
In der Gauliga Generalgouvernement 1942 wurde die dritte Fußballmeisterschaft der deutschen Vereine sowie Militär- und Betriebsmannschaften im Generalgouvernement Polen ausgetragen, es war die zweite Spielzeit der Gauliga Generalgouvernement nach deren Aufnahme in die Spielpläne des Fachamtes Fußball.

## Austragungsmodus
Nachdem die Wehrmacht nach dem Angriff auf die Sowjetunion (Unternehmen Barbarossa) die Rote Armee im Sommer 1941 aus dem sowjetisch besetzten Ostpolen verdrängt hatte, wurde dort zusätzlich zu den bereits bestehenden Distrikten Krakau, Lublin, Radom und Warschau der Distrikt Galizien mit der Hauptstadt Lemberg eingerichtet und an das Generalgouvernement angegliedert. Im neuen Distrikt wurde eine aus einem Dutzend Vereinen und Militärmannschaften bestehende deutsche Fußballliga organisiert, deren Sieger für die Endrunde der GG-Meisterschaften qualifiziert war. Die fünf Distriktmeister spielten in der Endrunde von nun an jeder gegen jeden, allerdings ohne Rückspiele. Jede Mannschaft hatte zwei Heim- und zwei Auswärtspartien zu spielen, der Heimvorteil wurde ausgelost.

## Distriktmeister
| Distrikt | Distriktmeister         |
| -------- | ----------------------- |
| Krakau   | DTSG Krakau             |
| Galizien | DTSG Lemberg            |
| Radom    | LSV Radom               |
| Lublin   | LSV Adler Deblin        |
| Warschau | SS- u. Pol.-SG Warschau |

## Saisonverlauf
Im Distrikt Krakau fiel die Entscheidung über den Meistertitel am „grünen Tisch“: Der LSV Boelcke Krakau hatte die Partie gegen den stärksten Rivalen, die DTSG Krakau, mit 3:2 gewonnen und belegte nach dem letzten Spielplatz den ersten Platz. Doch der DTSG-Vorstand legte mit Erfolg Protest gegen die Wertung dieser Partie ein, weil der Luftwaffensportverein Spieler einer anderen Mannschaft der Krakauer Luftwaffengeschwader, des LSV Mölders Krakau, ausgeliehen und eingesetzt hatte. Der Grund dafür war die Versetzung und Verletzung eigener Spieler, so dass keine vollständige Mannschaft hatte aufgestellt werden können. Doch war der Einsatz dieser Gastspieler nicht rechtzeitig dem Fachwart für Fußball gemeldet worden, so dass zum Spieltermin keine Genehmigung dafür vorlag.
Ungeschlagen während der gesamten Meisterschaft errang der LSV Adler Deblin den Titel des GG-Meisters 1942. Am zweiten Spieltag fegte er die Elf der SS- u. Pol.-SG Warschau mit 11:0 vom Platz, die am Schluss doch noch Vizemeister wurde.
Beim LSV Adler Deblin standen in mehreren Partien Spielertrainer Alwin Riemke, der frühere Torwart der Meistermannschaft des 1. FC Nürnberg, als Stürmer und Hans Studener von Hamborn 07, der zwei Jahrzehnte später Trainer der Olympiaauswahl der DDR wurde, als Mittelläufer auf dem Feld. Die Verteidigung des galizischen Distriktmeisters DTSG Lemberg dirigierte der aus Ostoberschlesien stammende frühere polnische Nationalspieler Edmund Majowski, der sich als Volksdeutscher hatte registrieren lassen.

## Ergebnisse der Endrunde
1. Spieltag (27. September 1942)
LSV Adler Deblin – DTSG Lemberg 4:0
SS- u. Pol.-SG Warschau – LSV Radom 5:3
2. Spieltag (11. Oktober 1942)
DTSG Krakau – LSV Radom 3:3
LSV Adler Deblin – SS- u. Pol.-SG Warschau 11:0
3. Spieltag (18. Oktober 1942)
LSV Radom – LSV Adler Deblin 2: 14
DTSG Krakau – DTSG Lemberg 1:1
4. Spieltag (25. Oktober 1942)
SS- u. Pol.-SG Warschau – DTSG Krakau 4:2
DTSG Lemberg – LSV Radom 5:3
5. Spieltag (1. November 1942)
SS- u. Pol.-SG Warschau – DTSG Lemberg 1:1
DTSG Krakau - LSV Adler Deblin 1:4

## Abschlusstabelle
| Pl. | Verein                      | Sp. | S | U | N | Tore    | Quote | Punkte |
| --- | --------------------------- | --- | - | - | - | ------- | ----- | ------ |
| 1.  | LSV Adler Deblin            | 4   | 4 | 0 | 0 | 033:300 | 11,00 | 08:0   |
| 2.  | SS- und Polizei-SG Warschau | 4   | 2 | 1 | 1 | 010:170 | 0,59  | 05:30  |
| 3.  | DTSG Lemberg                | 4   | 1 | 2 | 1 | 007:900 | 0,78  | 04:40  |
| 4.  | DTSG Krakau                 | 4   | 0 | 2 | 2 | 007:120 | 0,58  | 02:60  |
| 5.  | LSV Radom                   | 4   | 0 | 1 | 3 | 008:260 | 0,31  | 01:70  |

## Großdeutsche Meisterschaft
Der Gaumeister 1942 war für die Endrunde der Großdeutschen Meisterschaft 1943 qualifiziert. Doch musste der LSV Adler Deblin zugunsten des Zweitplatzierten verzichten: Das in der polnischen Kleinstadt Deblin an der Weichsel stationierte Luftwaffengeschwader, das die Mannschaft gestellt hatte, wurde im Frühjahr 1943 bei den Kämpfen an der Ostfront eingesetzt, die Spieler bekamen keinen Urlaub für den Fußball. Die SS- und Polizeispielgemeinschaft Warschau, die als Vizemeister einsprang, konnte durch einen 3:1-Erfolg bei BSG DWM Posen die erste Runde überstehen, schied aber nach einer 1:5-Heimniederlage gegen den VfB Königsberg in der folgenden Runde aus.